# Bodó Christopher
Bodó Christopher (St. Thomas, 1991. augusztus 5. –) magyar válogatott jégkorongozó, jelenleg a MAC Újbuda játékosa.

## Pályafutása
Bodó Christopher kisebb kanadai csapatokban kezdte a pályafutását. 2011 és 2015 között az egyesült államokbeli Mercyhurst University, majd 2011 és 2015 között a Fehérvár AV19 játékosa volt. 2017-ben egy fél évig a német másodosztályú Lausitzer Füchse csapatának volt a játékosa. 2018 óta a MAC Újbuda játékosa, amellyel egyszeres magyar bajnok.